# Much Ado About Nothing (film 2005)
Much Ado About Nothing è un film per la televisione diretto da Brian Percival andato in onda il 7 novembre 2005 sulla BBC.
Si tratta di un libero adattamento di David Nicholls della commedia teatrale Molto rumore per nulla di William Shakespeare.

## Trama
La commedia è ambientata ai nostri giorni nel Wessex, antica regione britannica. Nella redazione giornalistica del Wessex Tonight, programma di informazione serale, il conduttore maschile deve essere sostituito a causa di un malore. Viene così assunto Benedick (Damian Lewis), volto televisivo da tempo impegnato in ridicole televendite sulle reti regionali minori.
Beatrice (Sara Parish), la conduttrice femminile, è scontenta della scelta: ha infatti avuto, tre anni prima, un appuntamento galante molto atteso con Benedick per poi rimanere delusa dalla sua mancata presenza. Da quel momento i due non hanno più avuto rapporti di alcuna sorta. Benedick si è trincerato dietro la sua sprezzante misoginia, mentre Beatrice si è dedicata unicamente al lavoro, mettendo i rapporti sentimentali in secondo piano.
Lo staff si popola, inoltre, di Hero (Billie Piper), una giovane presentatrice del meteo, e di Claude (Tom Ellis), giornalista sportivo. Tra i due si instaura un feeling ed inizia una frequentazione: Hero è costretta a dire al suo spasimante e compagno di una notte Don (Derek Riddell) di non serbarle rancore per la sua scelta di uscire con Claude. Don sembra incassare il colpo ma è pronto a tutto per riconquistare la sua Hero.
Mentre la conduzione dei due giornalisti principali si fa tirata, Beatrice sembra infastidita dalle attenzioni che Margaret (Nina Sosanya) rivolge a Benedick.
Durante una festa mascherata per festeggiare la nuova formazione del programma, Claude si accorge delle attenzioni che Hero sembra rivolgere a Don: Benedick intanto, mascherato da cavaliere con l'armatura che ne cela l'identità, ascolta sconcertato le confessioni colme di rabbia di Beatrice nelle vesti della regina Elisabetta I.
I colleghi di ufficio si rendono conto, nel corso di una riunione, dell'astio che regna tra i due e decidono di tirar loro uno scherzo, per rendere più lieta l'atmosfera della redazione: faranno in modo che Benedick e Beatrice si innamorino l'uno dell'altra. Nel frattempo, Claude chiede ad Hero di sposarlo e la ragazza accetta con gioia. Don viene a sapere della proposta e progetta un piano per screditare Hero agli occhi del collega. Si procura una sua foto con finta dedica per lui e si invia sms d'amore dal cellulare dell'ignara ragazza per metterla al chiodo: gli strani comportamenti di Don vengono notati dalle strambe e comiche guardie giurate Mr Berry (Anthony O'Donnell) e Vince (Rasmus Hardiker) senza che essi possano riuscire, tuttavia, a capirne gli intenti.
Durante la sua festa di addio al nubilato Hero, grazie alla complicità di Margaret ed Ursula (Olivia Colman), intraprende una conversazione sul presunto amore che Benedick nutre per Beatrice, fingendo di non essere ascoltata da quest'ultima, nascosta in un bagno del locale. Beatrice intravede la possibilità di recuperare l'occasione mancata di una relazione ed inizia a guardare con occhio differente il suo collega. Sempre Hero, con la complicità del padre Leonard (Martin Jarvis) e di Claude, fa credere a Benedick che Beatrice sia ancora innamorata di lui.
Il giorno delle nozze è vicino e l'intera redazione si trasferisce in una villa campestre per la celebrazione ed i festeggiamenti. Beatrice e Benedick sono alloggiati in stanze comunicanti, preparate appositamente dai colleghi. Durante la notte, nel corso di una discussione sui sonetti scespiriani, i due approcciano discorsi sull'amore senza mai svelarsi l'un l'altra.
Per Don è ora di mettere in atto il suo piano: mostra a Claude gli sms falsi e la foto con dedica. Come prova finale, riesce a farsi invitare nella camera di Hero la notte precedente il matrimonio con una scusa. Claude si convince che Hero lo tradisca con Don e si dispera. Il giorno successivo ripudia Hero sull'altare: la ragazza fugge in lacrima e Claude si consola affogando i suoi dispiaceri nell'alcool.
Beatrice è delusa e triste per ciò che è successo, e Benedick tenta di consolarla, confessandogli, in un momento di euforia, il suo amore: saputolo ricambiato, si giura pronto ad esaudire ogni desiderio della donna. Beatrice gli chiede di uccidere Claude. Pronto al chiarimento ma non all'omicidio, Benedick si reca da Claude per delle spiegazioni in merito al suo comportamento e lo trova ubriaco insieme a Don. Le spiegazioni servono a poco, sembra che Hero abbia passato la notte con l'ex spasimante e che gli abbia dedicato dolci messaggi d'amore. Mr Berry e Vince, incaricati
della sorveglianza della villa, confessano di aver visto, in redazione, Don armeggiare con gli effetti personali di Hero. Proprio in quel momento arriva la ragazza, che accusa Don di averle teso una trappola. Quando la situazione sembra chiara Don, ubriaco, spinge violentemente Hero a terra procurandole una lesione alla testa.
Il matrimonio non si può celebrare e la ragazza viene ricoverata e creduta morta: si risveglierà, però, dal coma in cui è caduta per dire a Claude di aver deciso troppo in fretta riguardo alla sua vita sentimentale. Claude è disperato, ma Hero gli lascia intendere che non sarà più possibile un legame tra loro. Il reporter decide, allora, di accettare un impiego in un'altra città.
Anni dopo, si celebra un matrimonio inaspettato: Benedick e Beatrice convolano a nozze, scegliendo come testimoni Hero e Claude.